# Retourstroom
Retourstroom is het deel van de aanvoer dat terugvloeit. Het begrip wordt bijvoorbeeld gebruikt bij elektrische energievoorziening en bij stadsverwarming. Ook de terugkerende stroom van lege (statiegeld)verpakkingen naar de leverancier wordt aangeduid als retourstroom. In veel vakgebieden wordt gesproken van een aanvoerstroom en een retourstroom.
In de installatietechniek spreekt men van een aanvoerstroom bijvoorbeeld van heet water van de cv-ketel naar de radiatoren. Nadat dit water zijn warmte via radiatoren heeft afgestaan is er een retourstroom van dat water terug naar de cv-ketel.

## Elektrotechniek
Bij elektrische energievoorziening is er altijd sprake van een stroomkring. Deze start bij de stroombron of elektrische voeding, vervolgens loopt de aanvoerstroom via bedrading of bekabeling naar de apparatuur die de stroom als energiebron nodig heeft en de retourstroom loopt via bedrading of bekabeling weer terug naar de stroombron of voeding.

### Elektriciteit in huis

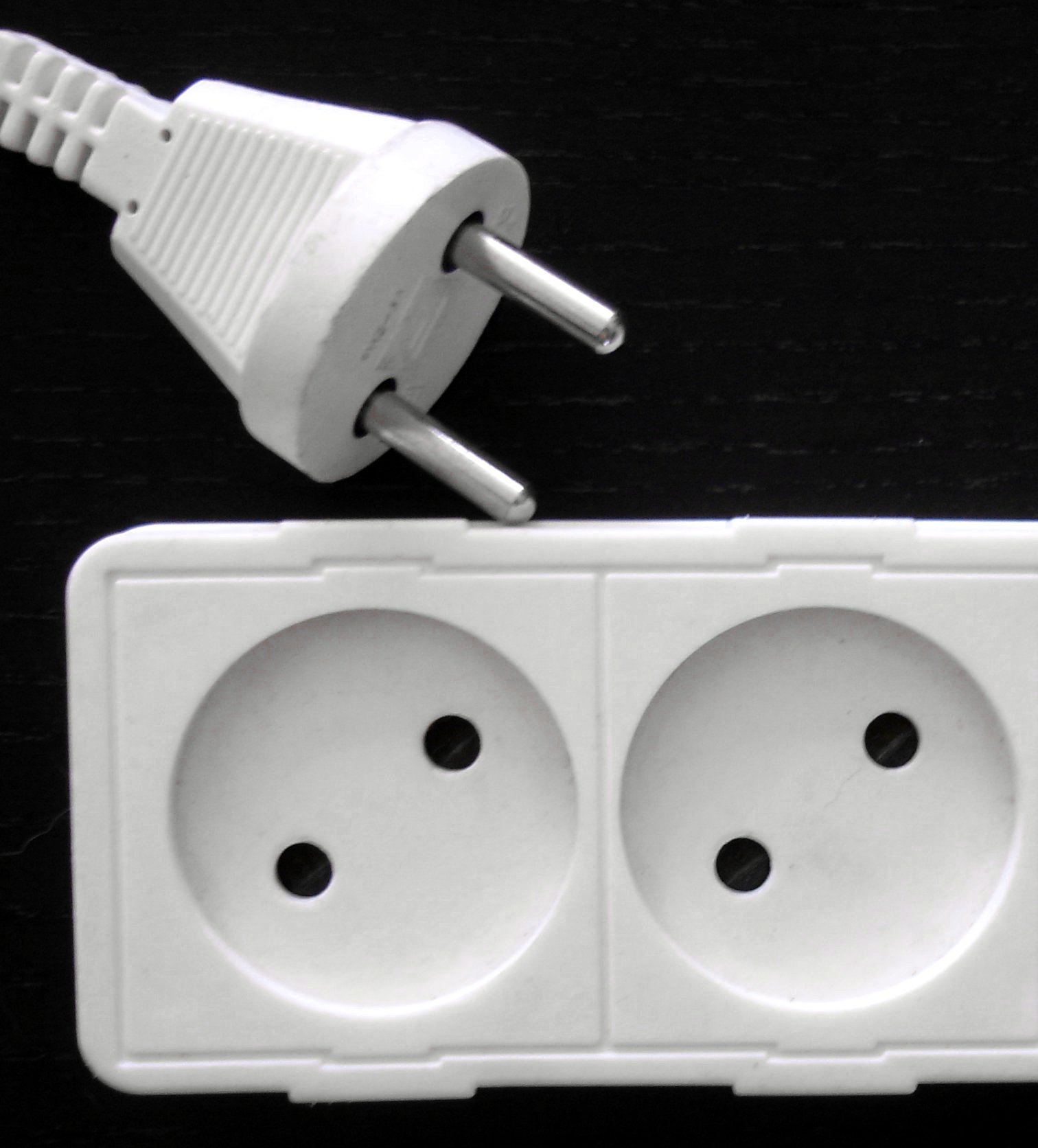
Stopcontact in woonhuis

De elektrische stroom in woonhuizen wordt via de fasedraad aangevoerd naar stopcontacten. Daar kan het worden gebruikt door een bepaald apparaat of lamp. Nadat de elektrische stroom zijn energie voor een bepaalde bewerking heeft afgestaan vloeit de elektrische stroom via de nuldraad retour.

### Aanvoerstroom en retourstroom in lastechniek
Bij booglassen (elektrisch lassen) wordt de elektrische stroom door de laselektrode aangevoerd. De elektriciteit wordt tussen de laselektrode en het werkstuk omgezet in een vlamboog die de aan elkaar te lassen werkstukken sterk verhit. De laselektrode smelt ook en doet dienst als toevoegmateriaal, waarmee de eigenlijke las gemaakt wordt. De elektrische retrourstroom wordt via het werkstuk afgevoerd. Om dat mogelijk te maken wordt er vaak een klem op het werkstuk gezet, om de stroomkring te sluiten.

### Retourstroom in de spoorwegtechniek
Bij spoorwegen, trams en metro's wordt de retourstroom van elektrisch spoorwegmaterieel door de rails geleid. Rails worden vaak verbonden aan andere retourstroomgeleiders om de weerstand voor de retourstroom te verminderen.
Soms wordt een dubbelpolige bovenleiding toegepast, zoals bij trolleybussen en vroeger deels bij de elektrische tramlijn Utrecht - Zeist. De metro van Londen gebruikt een speciale vierde rail voor de geleiding van retourstroom.

### Driefasenspanning
Elektriciteitscentrales leveren driefasenspanning ofwel krachtstroom. Hierbij wordt geen gebruik gemaakt van twee stroomleidingen (een faseleiding of -draad, en een nulleiding of -draad), maar van drie stroomleidingen, die alle drie faseleiding zijn. Een retourstroom treedt hierbij niet op. Hoogspanningsleidingen transporteren uitsluitend driefasenspanning. Daarom is het aantal kabelbundels in een hoogspanningleiding altijd een veelvoud van drie.

## Aanvoerstroom en retourstroom in de installatietechniek
In de installatietechniek speelt warm of heet water vaak een belangrijke rol. Ook dan is er sprake van een aanvoer- en een retourstroom. In woonhuizen verwarmt de cv-ketel water voor de centrale verwarming. Dit warme water staat zijn warmte via radiatoren af aan de woonruimten. Het water dat van de radiatoren teruggaat naar de cv-ketel is de retourstroom. Stadsverwarming werkt op dezelfde wijze, maar dan op een grotere schaal.

## Bevoorrading
Bij de bevoorrading, ook wel logistiek genoemd, van bijvoorbeeld winkels ontstaan er meerdere retourstromen, zoals die van lege verpakkingsmaterialen en die van onverkochte (vers)producten. Bij statiegeldverpakkingen ontstaat de retourstroom bij huishoudens, die de lege statiegeldverpakkingen weer bij winkels inleveren. Ook huishoudelijk afval, al of niet gescheiden aangeboden of weggebracht, zijn retourstromen.

## Foto's

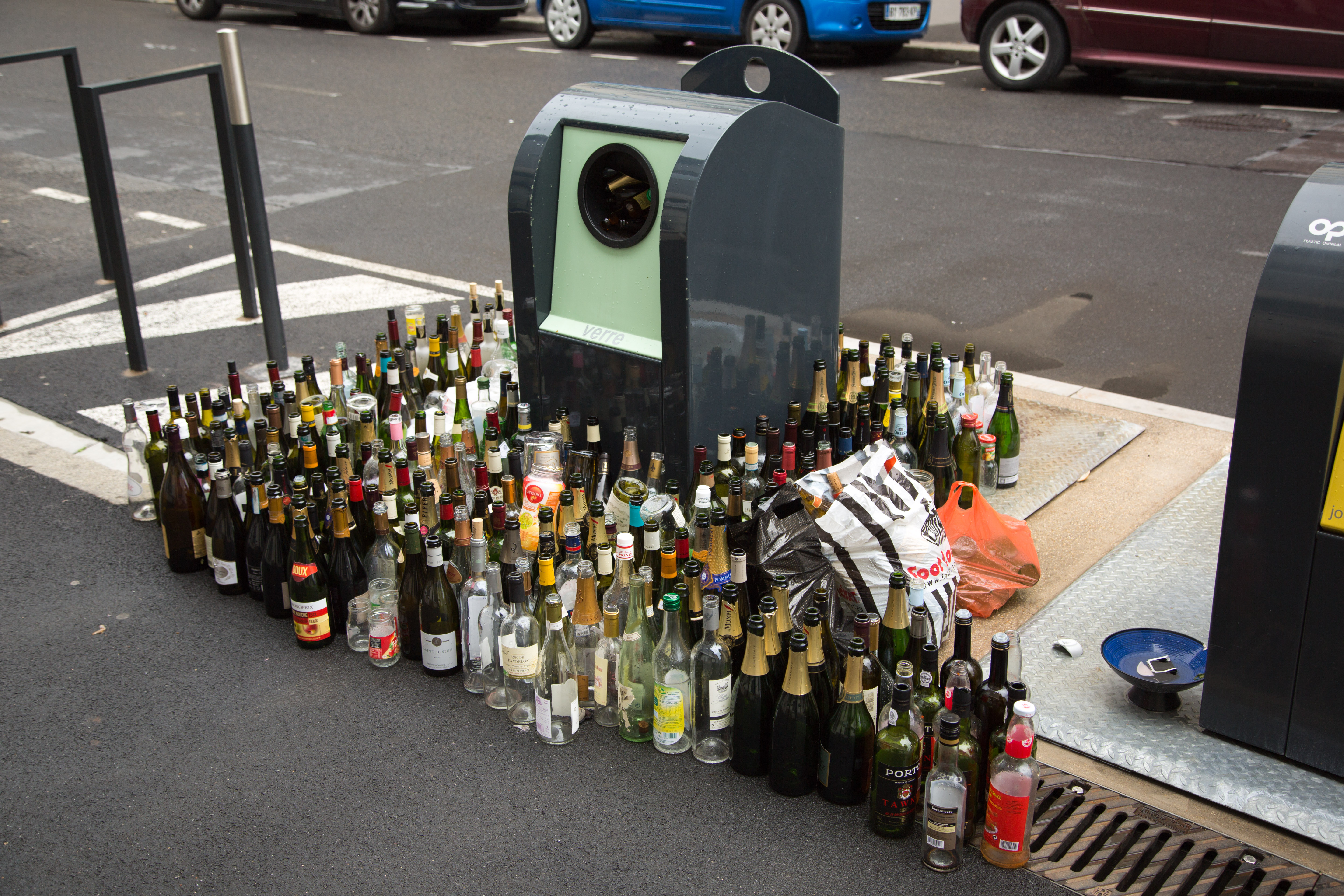
De retourstroom van lege flessen. De aanvoerstroom loopt via bijvoorbeeld winkels en is daarom hier niet zichtbaar
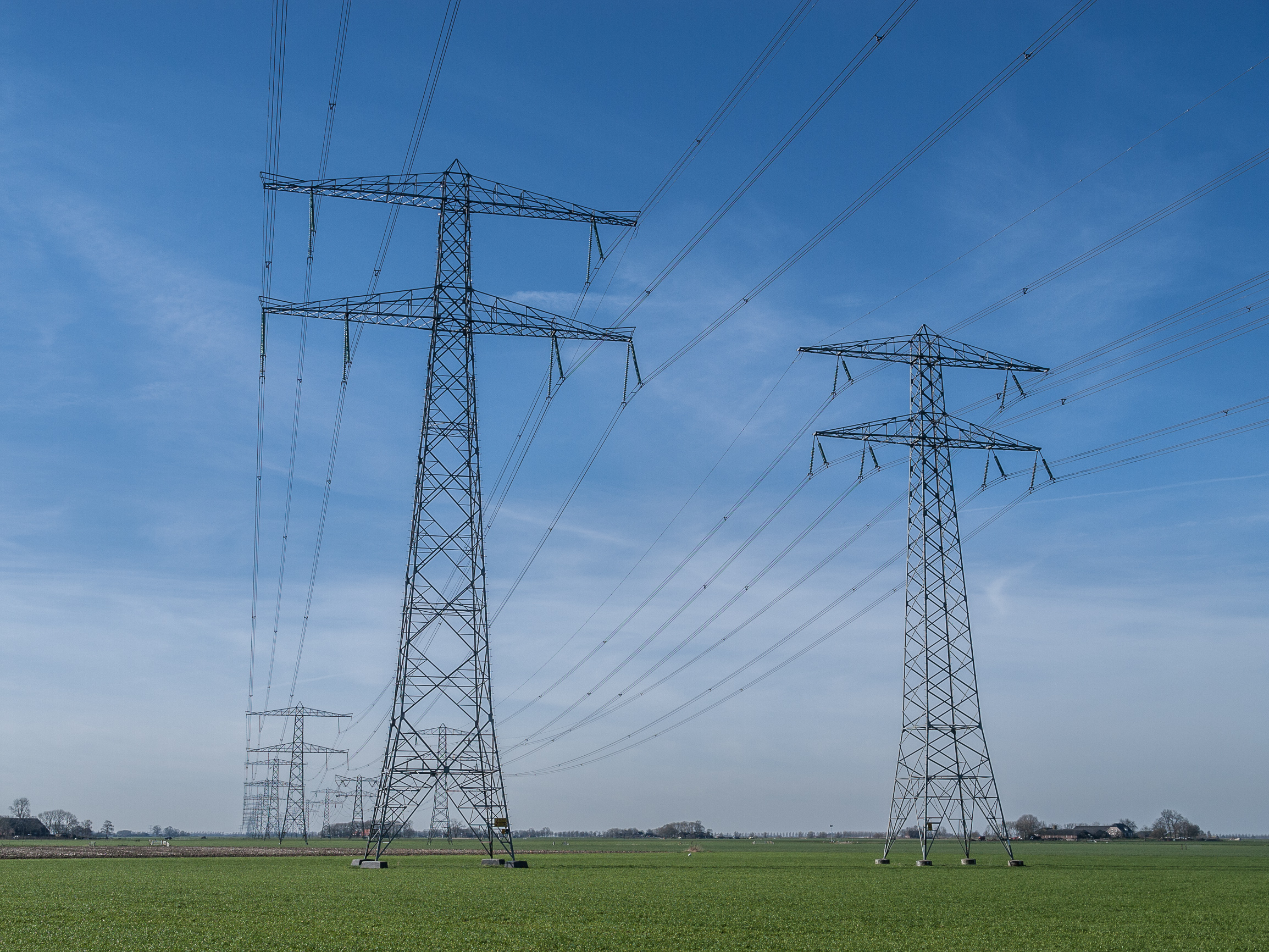
Hoogspanningsmasten op Kampereiland met in totaal twaalf kabelbundels. Bij hoogspanningsleidingen bestaat geen retourstroom